# 清商樂
清商樂是流行於南朝時期的宮廷音樂，由漢代相和歌發展而來。除了用於宮廷宴飲儀式外，也存在於士大夫、名門望族之娛樂生活中。